# Museumsrat (Organ)
Ein Museumsrat ist ein Gremium zur Kontrolle oder Steuerung eines Museums. Auch die Mitglieder der Museumsräte werden als Museumsrat bezeichnet. Im Museum für Hamburgische Geschichte gab es zwischen 1976 und 1979 den Versuch über einen Museumsrat unter Beteiligung der Beschäftigen (Mitbestimmung) das Museum zu leiten.
Als Beispiele seien genannt:
- Museumsrat des Museums für Naturkunde der Humboldt-Universität Berlin, geregelt in dessen Satzung[2]
- Museumsrat des Schweizerischen Nationalmuseums, per Bundesgesetz geregelt[3]